# Beer Jaʿakov
Beʾer Jaʿakov (hebräisch בְּאֵר יַעֲקֹב Bəʾer Jaʿaqov) ist eine Stadt im Zentralbezirk von Israel mit 26.122 Einwohnern (2018) auf einer Fläche von 8,58 km². Sie wurde nach Yaakov Yitzhaki benannt, einem Rabbiner und Pionier der jüdischen Berggemeinde. In der Nähe liegen Nes Ziona und Rishon Lezion.

## Geschichte
Beʾer Jaʿakov wurde am 3. Dezember 1907 gegründet. 1949 wurde der Ort zum Lokalverband ernannt. Am 21. Oktober 2021 erhielt der Ort das Stadtrecht.

## Bevölkerungsentwicklung
| Jahr      | 1955  | 1961  | 1972  | 1983  | 1995  | 2005  | 2012   | 2015   |
| Einwohner | 2.600 | 5.300 | 4.000 | 4.700 | 7.700 | 9.100 | 16.316 | 18.401 |

## Industrie
IAIs MLM Division, Israels größte Fabrik für militärische und zivile Raketen, befindet sich im Süden Beʾer Jaʿakovs, östlich der Dizengoff Street: ⊙. Die Jericho-, die Arrow- und die Shavit-Raketen werden hier gebaut.

## Städtepartnerschaften
Beʾer Jaʿakov verbindet seit 2011 eine Partnerschaft mit Bad Oldesloe in Deutschland.

## Persönlichkeiten
- Shai Evra (* 1987), Mathematiker

## Galerie

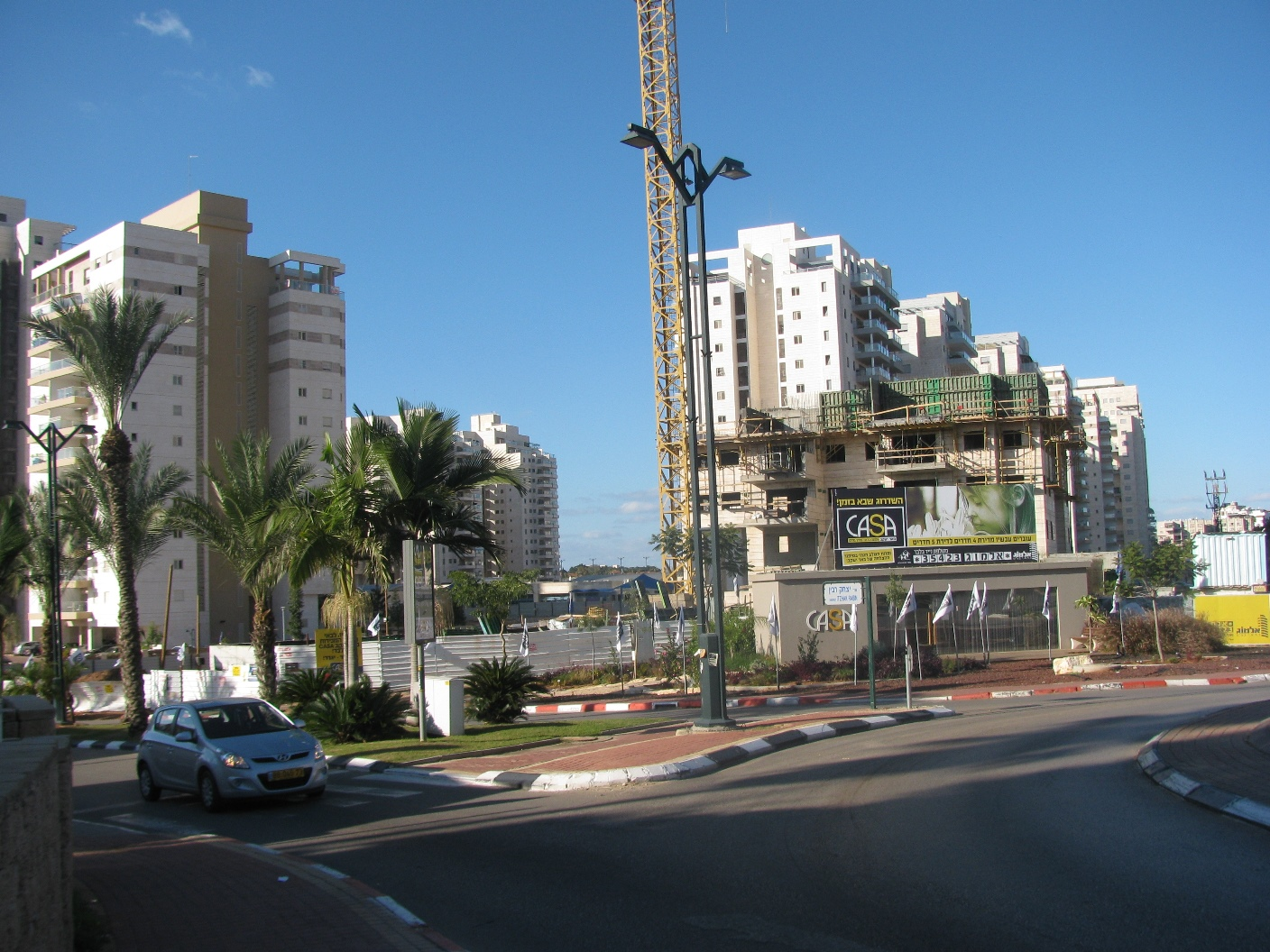
Straße in Beʾer Jaʿakov.
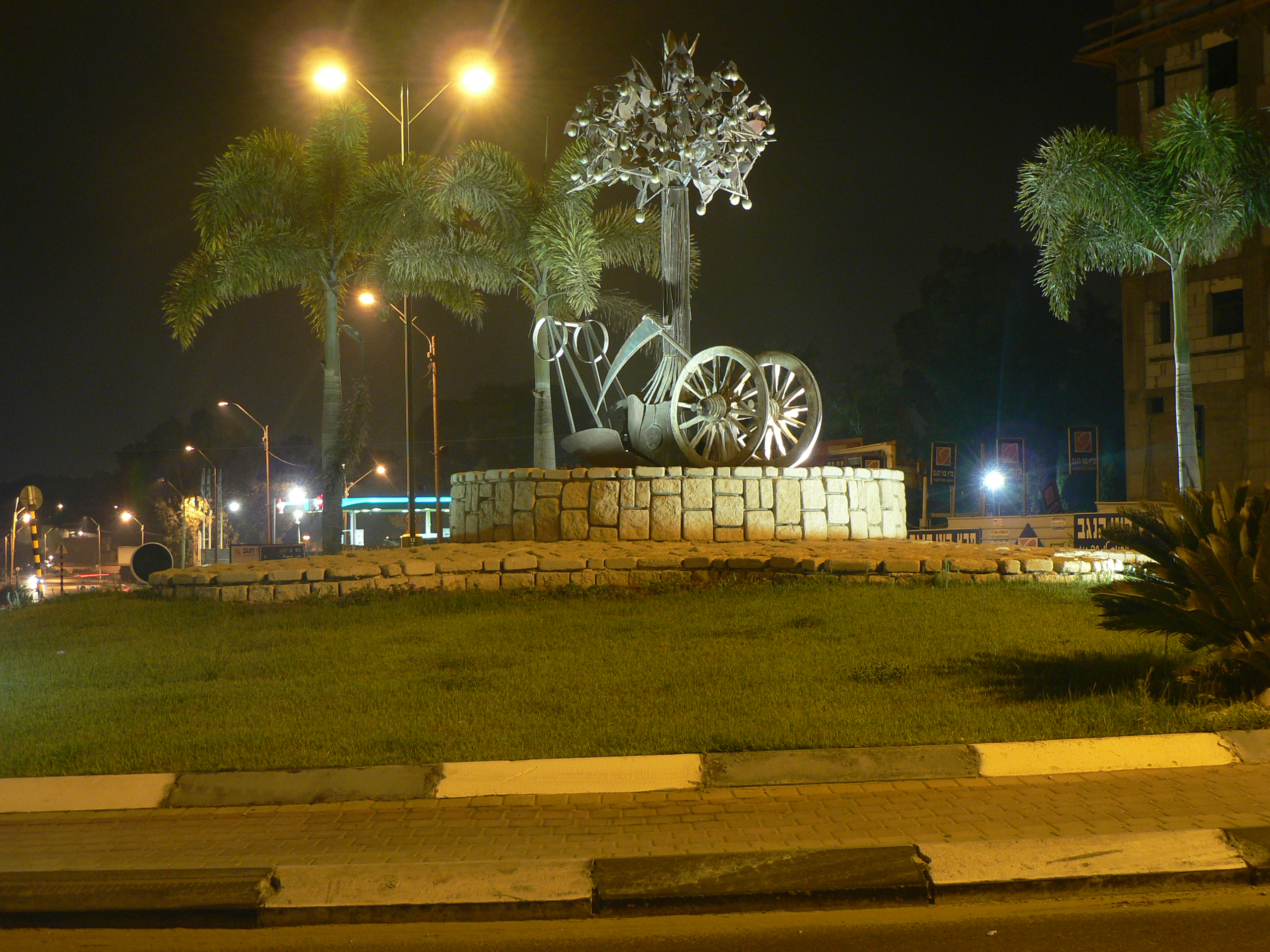
Straße in Beʾer Jaʿakov.